# ادوارد راسل
ادوارد راسل (انگلیسی: Eduard Rossel؛ زادهٔ ۸ اکتبر ۱۹۳۷) سیاست‌مدار اهل کشور روسیه با اصالت آلمانی است. وی از سال ۱۹۹۵ تا ۲۰۰۹ فرماندار استان سوردلوفسک در روسیه بوده‌است.